# روونسکو (ناحیه شومپرک)
روونسکو (به چکی: Rovensko) یک منطقهٔ مسکونی در جمهوری چک است که در ناحیه شومپرک واقع شده‌است. روونسکو ۷٫۴۱ کیلومتر مربع مساحت و ۷۴۱ نفر جمعیت دارد و ۲۹۸ متر بالاتر از سطح دریا واقع شده‌است.